# Choi Yu-jung
Choi Yu-jung (koreanisch 최유정; * 27. März 2000) ist eine südkoreanische Eishockeyspielerin.

## Karriere
Choi Yu-jung begann im Alter von neun Jahren mit dem Eishockeyspielen. Mit der südkoreanischen Nationalmannschaft nahm sie an mehreren Weltmeisterschaften teil. Bei den Olympischen Winterspielen 2018 in Pyeongchang bildeten Nord- und Südkorea eine gemeinsame Eishockeymannschaft der Frauen. Choi Yu-jung gehörte als eine von 23 Südkoreanerinnen zum 35-köpfigen Kader.